# Nemanja Petrić
Nemanja Petrić (en serbe : Немања Петрић, né le 28 juillet 1987 à Prijepolje, alors en RFS de Yougoslavie) est un joueur serbe de volley-ball. Il mesure 2,04 m et joue réceptionneur-attaquant. Il totalise 31 sélections en équipe de Serbie.

## Clubs
| Club                   | De        | À         |
| ---------------------- | --------- | --------- |
| Mladi Radnik           | 2004-2005 | 2006-2007 |
| OK Buducnost Podgorica | 2007-2008 | 2009-2010 |
| VC Euphony Asse-Lennik | 2010-2011 | 2010-2011 |
| Sir Safety Pérouse     | 2011-2012 | ...       |

## Palmarès
- Championnat d'Italie
  - Finaliste : 2014
- Championnat de Belgique
  - Finaliste : 2011
- Championnat du Monténégro (1)
  - Vainqueur : 2008
  - Finaliste : 2009, 2010
- Coupe d'Italie
  - Finaliste : 2014
- Coupe du Monténégro (2)
  - Vainqueur : 2008, 2009